# 卡鲁 (库内奥省)
卡鲁，是意大利库内奥省的一个市镇。总面积26平方公里，人口4393人，人口密度169.0人/平方公里（2009年）。ISTAT代码为004043。
卡鲁在每年九月底都會舉行“Sagra dell'uva”（葡萄博覽會）和“La fiera del bue Grasso”（肥牛博覽會）。